# Ребелль, Фриц
Фриц Ребелль (нем. Fritz Rebell; 7 мая 1905, Хойзенштамм — 12 октября 1990) — немецкий футбольный тренер.

## Тренерская карьера
Свою тренерскую карьеру в 1946 году Фриц Ребелль начал в любительском клубе «Хорас 1910» из города Фульда. В 1949-м он оказался в «Вальдхофе», а спустя два года в «Гёттингене». Эти два клуба выступали в Оберлигах, высших на тот момент лигах Германии, из числа победителей которых в отдельном турнире определялся чемпион страны. За время работы в этих командах Ребелль не добился серьёзных успехов — его коллективы год от года балансировали в серединах турнирных таблиц. Наивысшим успехом его в «Гёттингене» стало пятое место в сезоне 1952/53 и победа Гюнтера Шлегеля в споре бомбардиров.
Далее в его карьере были «Боруссия» из Фульды, «Аугсбург» и «Виктория Ашаффенбург». На сей раз конкуренция в Оберлиге «Юг» оказалась серьёзнее, и Ребелль был вынужден непрерывно бороться за выживание. В 1959 году он вернулся в «Боруссию» из Фульды и работал в ней до структурной реорганизации немецкого футбола в 1963 году, приведшей к образованию Бундеслиги. По итогам сезона 1962/63 «Боруссия» должна была влиться в новую Регионаллигу, но Ребелль принял решение уйти из команды.
В следующем году он снова оказался в «Гёттингене» и сумел вывести его в Регионаллигу «Север» из третьего по силе дивизиона. В сезонах 1965/66, 1966/67, 1967/68 ему удалось трижды подряд занимать с командой второе место. В 1967 году они не смогли пройти в стыковых матчах за выход в Бундеслигу, уступив это право «Алеманнии», а в 1968 году — «Герте».
После неудачного сезона 1968/69, где «Гёттинген» опустился на четвёртую позицию, Ребелль получил предложение от бременского «Вердера», испытывавшего серьёзный кризис после ухода Вилли Мультхаупа и сменившего множество тренеров. Им была затеяна серьёзная смена состава — команду покинули Макс Лоренц, Карл Ловег, Рольф Швайгхёфер, Герхард Зебровский, Фред Шауб, Дитхельм Фернер и Бернд Рупп. Им взамен был приобретён ряд игроков, среди которых выделялся Эгон Коордес, но желанного изменения результатов не произошло, и руководство клуба решило 14 марта 1970 года разорвать с Ребеллем контракт. «Вердер» на тот момент находился на 12-м месте в турнирной таблице, а спустя всего два дня команде был представлен начинающий тренер — Ханс Тильковски.
После этих событий Ребелль вернулся в «Боруссию» из Фульды, где проработал ещё три года до завершения карьеры.